# Diego Nargiso
Diego Nargiso (n. 15 de marzo de 1970 en Nápoles, Italia) es un exjugador de tenis italiano. El jugador zurdo representó a su país en los Juegos Olímpicos de Seúl 1988 y se especializó en la modalidad de dobles, donde alcanzó el puesto Nº25 del ranking mundial y conquistó 5 títulos en 20 finales. Tenía un saque muy característico, en el que golpeaba a la pelota cuando esta subía, en vez de hacerlo al bajar como hacen el resto de jugadores.

## Títulos

### Finalista en individuales
- 1993: Burdeos (pierde ante Sergi Bruguera)
- 2000: Palermo (pierde ante Olivier Rochus)

### Dobles
| Leyenda                |
| Grand Slam (0)         |
| Tennis Masters Cup (0) |
| ATP Masters Series (0) |
| ATP Tour (5)           |

| N.º | Fecha | Torneo     | Superficie    | Pareja             | Oponentes en la final           | Resultado   |
| --- | ----- | ---------- | ------------- | ------------------ | ------------------------------- | ----------- |
| 1.  | 1990  | Milán      | Moqueta       | Omar Camporese     | Tom Nijssen Udo Riglewski       | 6-4 6-4     |
| 2.  | 1991  | Barcelona  | Tierra batida | Horacio de la Peña | Boris Becker Eric Jelen         | 3-6 7-6 6-4 |
| 3.  | 1993  | Yakarta    | Dura          | Guillaume Raoux    | Jacco Eltingh Paul Haarhuis     | 7-6 6-7 6-3 |
| 4.  | 1998  | Casablanca | Tierra batida | Andrea Gaudenzi    | Cristian Brandi Filippo Messori | 6-4 7-6     |
| 5.  | 2000  | Mallorca   | Tierra batida | Michaël Llodra     | Alberto Martín Fernando Vicente | 7-62 7-63   |